# Spathius semele
Spathius semele är en stekelart som beskrevs av Nixon 1943. Spathius semele ingår i släktet Spathius och familjen bracksteklar. Inga underarter finns listade i Catalogue of Life.